# Стардогс
Stardogs (Стардо́гс) — российская сеть общественного питания по продаже хот-догов.

## История
В 1993 году в центре Москвы появился первый киоск «Стефф». Основатель компании — Сергей Шихарев. Как сообщает The Village, идея вагончиков с хот-догами была ранее реализована в Копенгагене, и сначала компания работала с датским поставщиком мясных продуктов Steff Houlberg. В 1998 году сеть стала работать независимо от датского партнера. Также The Village видит аналогии с работой популярного в Швеции и Финляндии фастфуда Sibylla.
К середине 1998 года сеть «Стефф» достигла 100 автобуфетов. В кризис 1998-го года компания изменила название на «Стоп Топ» и отказалась от мясного поставщика. В 2004 году был проведён ребрендинг, и сеть автобуфетов получила новое название — «Стардог!s».
Сеть общественного питания «Стардог!s» сама не дает объявления о продаже франшизы, желающие ее приобрести приходят от существующих партнеров сети либо подают заявки на сайте компании «Маркон», управляющей брендом, которая в свою очередь устраивает регулярные проверки франчайзинговых точек, оценивая их по десятибалльной шкале. Декларируется, что несоблюдение стандартов ведет к убиранию бренда с вывески партнера.
В 2006 году сеть насчитывала около 100 точек, а оборот (по собственным данным) приближался к $28-30 млн.
В 2010 году предприятия группы «Маркон», известные под торговой маркой «Стардог!s», подали семь исков с требованием отменить решения к заместителя префекта СВАО города Москвы, которым был ликвидирован ряд уличных торговых точек (ранее мэр Москвы Сергей Собянин раскритиковал организацию торговли у станций московского метро). В дальнейшем решение префектуры СВАО было отозвано, а сеть отозвала свои иски. Известно, что в ноябре 2010 года всего было ликвидировано около 50 палаток «Стардог!s» из существующих 150. Сообщалось, что уже в 2011 году ООО «Маркон» удалось восстановить треть своих торговых точек, которые были ранее убраны по распоряжению московских властей.
В 2014 году компания занимала второе место по числу открытых точек быстрого питания в России.
В конце 2019 года компания обновила фирменный стиль и провела визуальный ребрендинг. Теперь логотип компании можно встретить на латинице «Stardogs», а также была добавлена историческая приставка est.1993.
По состоянию на 2019 год, сеть «Stardogs» насчитывает более 1250 торговых точек.
Afisha.ru назвала в 2020 году сеть «Стардогс» единственным успешным примером российской сети по продаже хот-догов, при том, что попыток создания таких сетей «было немало».
В 2025 году компания Stardogs, известная по сети киосков с хот-догами, объявила о запуске новой сети под брендом «Ура! Шаурма». Оператор сети, ООО «Маркон», подал заявку в Роспатент на регистрацию соответствующего товарного знака.